# Khvicha Kvaratskhelia
Khvicha Kvaratskhelia (en georgiano: ხვიჩა კვარაცხელია; Khvicha K'varatskhelia según la transliteración oficial; Tiflis, 12 de febrero de 2001), más conocido como Kvara, es un futbolista georgiano que juega en la demarcación de extremo para el Paris Saint-Germain F. C. de la Ligue 1 de Francia, y la selección de Georgia.

## Trayectoria

### Comienzos
Criado en la cantera del Dinamo Tiflis, debutó en el primer equipo el 29 de septiembre de 2017, a los 16 años, en un partido de la Erovnuli Liga empatado a uno contra el Kolkheti-1913 Poti. El 11 de noviembre siguiente, encontró su primer gol profesional con la camiseta del Dinamo, al marcar el último tanto (1-0) contra el Shukura Kobuleti.
En marzo de 2018, fichó por el Rustavi. Su experiencia en el nuevo club sólo duró una temporada, en la que marcó tres goles en 18 partidos.

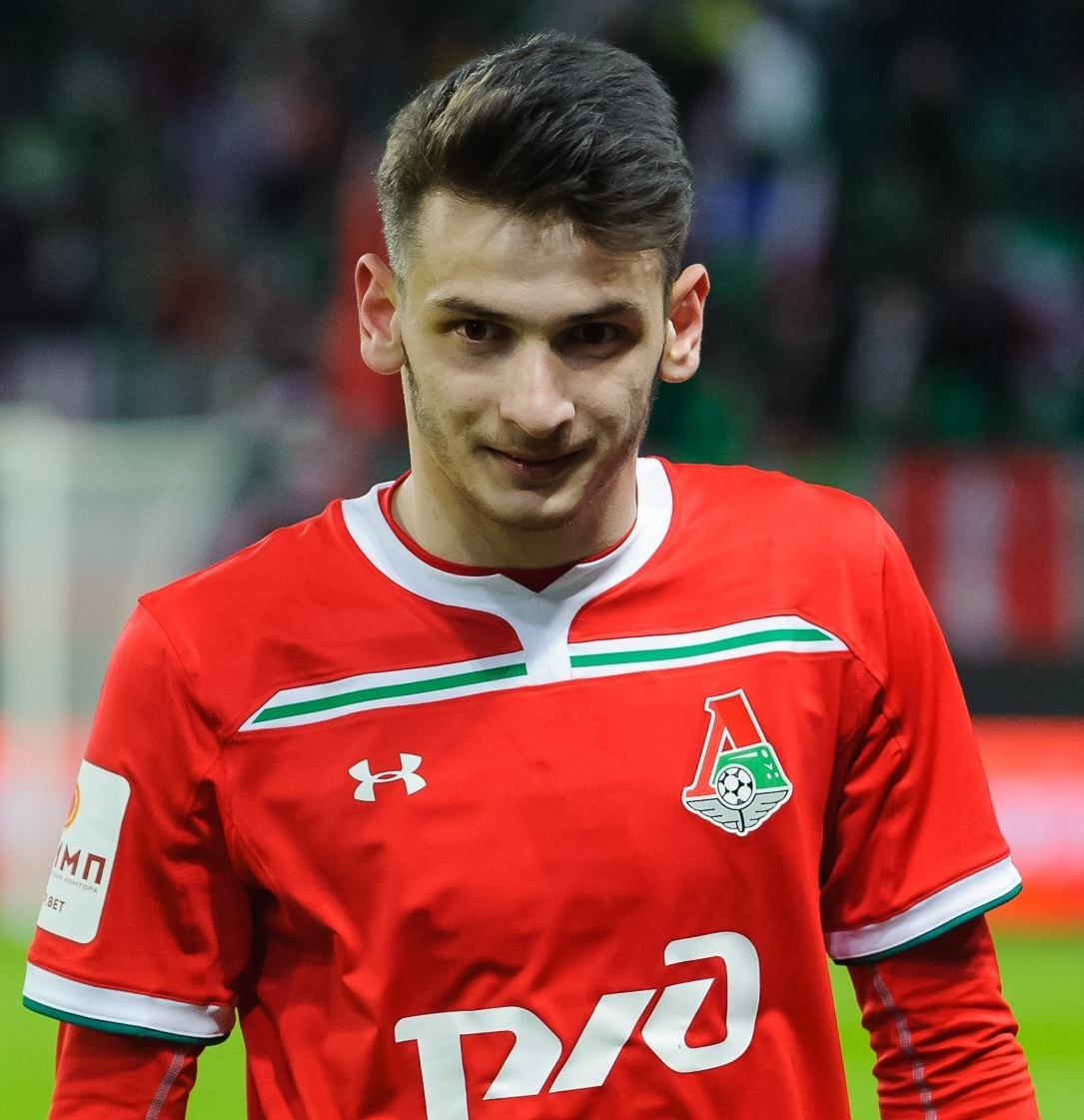
Kvaratskhelia en abril de 2019, jugando para el Lokomotiv Moscú.

El 15 de febrero de 2019 se marchó al Lokomotiv Moscú en calidad de cedido hasta el final de la temporada. Con los moscovitas disputó un total de 10 partidos, en los que también marcó un gol en la Liga Premier de Rusia, en la victoria por 4-0 de local contra el Rubin Kazán. El 22 de mayo, el Lokomotiv Moscú ganó la Copa de Rusia, venciendo al Ural Ekaterimburgo en la final; Kvaratsjelia tomó el relevo en los últimos minutos del partido, ganando así el primer trofeo de su carrera. El 1 de julio, el club anunció que no rescataría al jugador, a pesar de la decepción del entrenador Yuri Siomin.

### Rubin y Dinamo Batumi

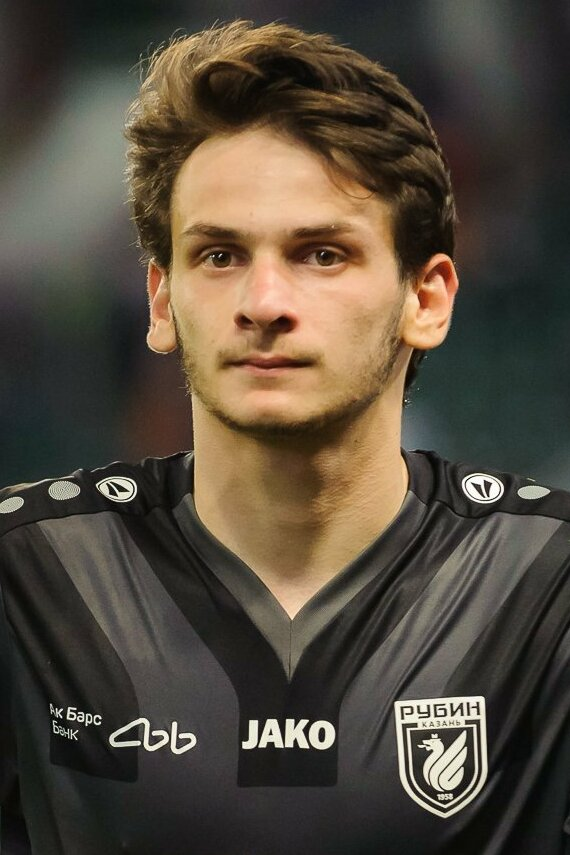
En las filas del Rubin Kazán, julio de 2019.

El 6 de julio regresó a Rusia y firmó un contrato de cinco años con el Rubin Kazán. Debutó el 15 de julio siguiente, contra su club anterior, el Lokomotiv Moscú, y también marcó el gol del 1-1 final, su primer tanto con la nueva camiseta. Terminó la temporada 2019-20 con 3 goles en 27 partidos, siendo a la postre nombrado mejor joven de la competición. Mejoró su rendimiento la temporada siguiente, marcando 4 goles en 23 partidos, y llamando la atención de los grandes clubes de Europa. En diciembre de 2020, fue elegido mejor jugador georgiano del año. El 26 de mayo de 2021 fue nombrado mejor jugador joven de la liga rusa por segunda temporada consecutiva. El 5 de agosto de 2021 debutó en competiciones europeas, en el partido de ida de la tercera ronda de clasificación de la Liga Europa Conferencia contra el Raków Częstochowa. El 29 de diciembre fue elegido de nuevo futbolista georgiano del año.
El 24 de marzo de 2022, rescindió su contrato con el Rubin Kazán debido a las supuestas críticas y amenazas dirigidas a él y a su familia, especialmente por su estancia en Rusia y las tensiones creadas tras la invasión rusa de Ucrania. Kvaratsjelia decidió entonces regresar a su país y fichar por el Dinamo Batumi, firmando un contrato de dos años. Debutó el 2 de abril en la victoria por 1-0 ante el Telavi. El 18 de abril marcó sus dos primeros goles con su nueva camiseta, en la victoria por 5-2 contra el Gagra. Terminó su corta experiencia en el club georgiano sumando 11 partidos totales y 8 goles, lo que le valió el nombramiento como mejor jugador de la primera parte de la Erovnuli Liga 2022.

### Napoli

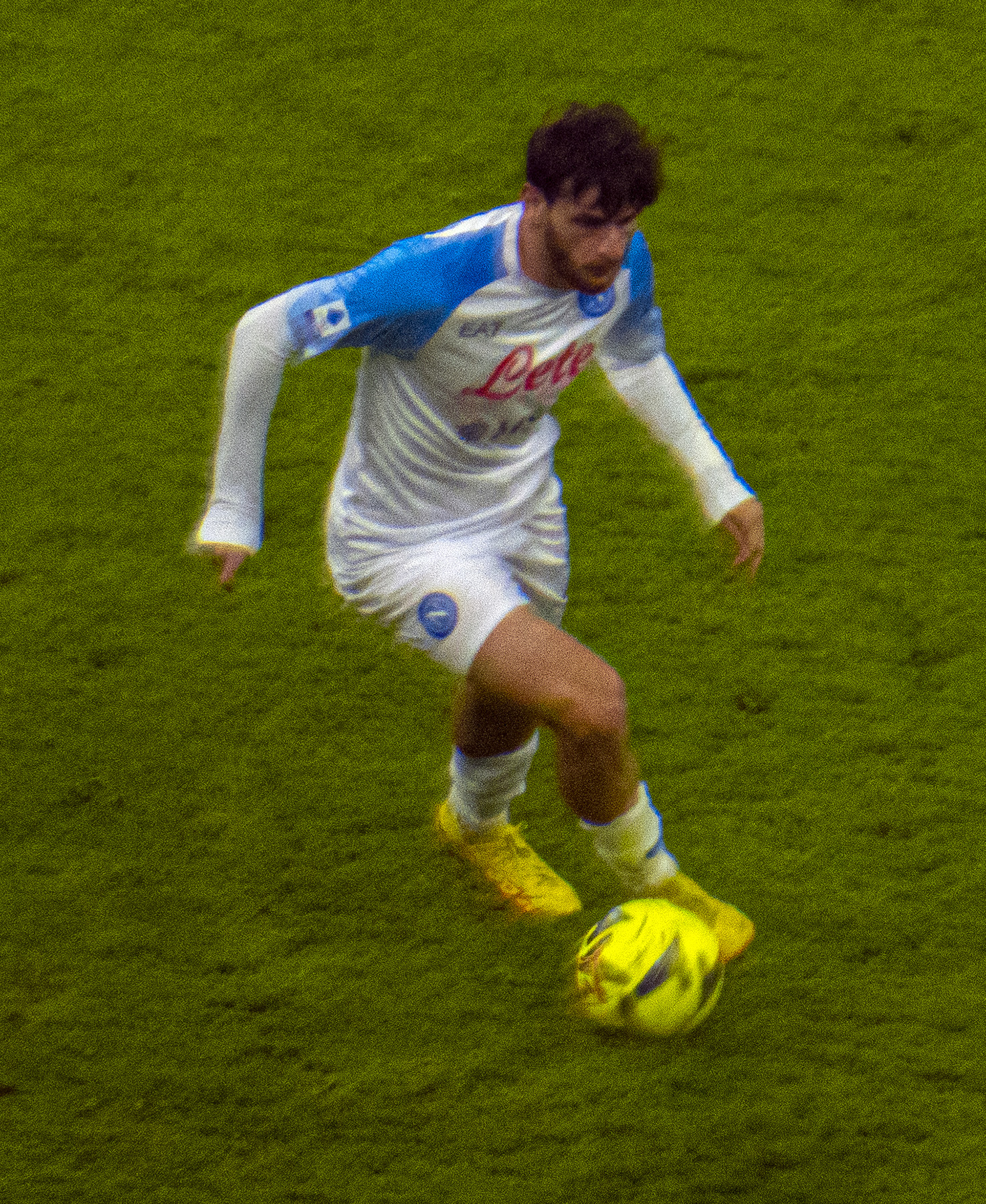
Con la camiseta del Napoli, febrero de 2023.

El 1 de julio de 2022 se anunció su fichaje por el Napoli de forma permanente; Kvaratsjelia eligió llevar el número 77.
Debutó con el club italiano el 15 de agosto siguiente, en la primera jornada de la Serie A, contribuyendo con un gol y una asistencia en la victoria por 5-2 sobre el Hellas Verona. En esa ocasión, se convirtió en el tercer jugador georgiano en marcar al menos un gol en la máxima categoría italiana, después de Kakha Kaladze y Levan Mchedlidze. El 21 de agosto, el extremo protagonizó el 4-0 en casa contra el Monza, válido para la segunda jornada del campeonato, en el que marcó su primer doblete con la camiseta azzurra. Luego, el 3 de septiembre, marcó el gol decisivo en la victoria por 2-1 en casa del Lazio. Cinco días después, el 8 de septiembre, también debutó en la Liga de Campeones, partiendo como titular en el partido de la fase de grupos contra el Liverpool: en esa ocasión, sirvió una asistencia para el gol de Giovanni Simeone, participando así en la victoria final de los napolitanos por 4-1. El 5 de octubre marcó su primer gol en la máxima competición europea, contribuyendo también con una asistencia a su compañero Giovanni Di Lorenzo en la victoria por 6-1 en casa ante el Ajax. El 26 de diciembre siguiente ganó el premio al mejor jugador georgiano del año por tercer año consecutivo. A principios de 2023 fue nombrado mejor jugador del mes de febrero y marzo por la Lega Serie A, convirtiéndose en la primera persona en ganar el premio tres veces en una misma temporada. Con el Nápoles ganó el Scudetto en su año de debut en la liga italiana, siendo nombrado también mejor futbolista del torneo. También ganó finalmente el premio al mejor joven de la temporada de la Liga de Campeones.
El 6 de septiembre siguiente fue incluido en la lista de 30 candidatos al Balón de Oro 2023, quedando finalmente en el puesto 17. El 27 del mismo mes marcó su primer gol de la temporada 2023-2024, durante la victoria por 4-1 de local contra el Udinese, valedera para la sexta jornada de la Serie A. A pesar de una temporada decepcionante para el equipo napolitano, que terminó en el 10º puesto de la tabla, el rendimiento global del georgiano sigue siendo, no obstante, alto, con 11 goles marcados y 9 asistencias proporcionadas en todas las competiciones.
Incluso al año siguiente, con la llegada de Antonio Conte al banquillo napolitano, Kvaratskhelia siguió siendo uno de los pivotes del equipo, con 5 goles y 3 asistencias en la primera mitad de la temporada. Sin embargo, en la apertura del mercado invernal, el jugador pidió oficialmente al club napolitano su venta, también debido a la no renovación de su contrato y al interés de algunos grandes clubes europeos. El delantero georgiano puso así fin a su aventura con la camiseta azzurra tras dos temporadas y media, en las que sumó un total de 107 partidos y 30 goles.

### Paris Saint-Germain Football Club
El 17 de enero de 2025, el club de la Ligue 1 Paris Saint-Germain anunció el fichaje de Kvaratskhelia con un contrato hasta 2029. Debutó el 25 de febrero, como titular en el partido de local contra el Stade Reims, que terminó 1-1; en esa ocasión, dio la asistencia para el gol de Ousmane Dembélé. El 7 de febrero, sin embargo, marcó su primer gol con los parisinos, en la victoria por 4-1 en casa sobre el Monaco, válido para la 21.ª jornada del campeonato.
En sus primeros seis meses fue partícipe del primer triplete histórico del club parisino, marcando además un gol en la final de la Liga de Campeones de ese año, convirtiéndose el primer futbolista georgiano en anotar un gol en una final de la máxima competición europea a nivel de clubes. Además, esa misma temporada también consiguió su segunda Serie A, gracias a su participación con el Napoli durante la primera parte del campeonato.

## Selección nacional
Tras jugar con la selección sub-17 de Georgia y la sub-19, finalmente hizo su debut con la selección absoluta el 7 de junio de 2019 en un partido de clasificación para la Eurocopa 2020 contra Gibraltar que finalizó con un resultado de 3-0 a favor del combinado georgiano tras los goles de Valerian Gvilia, Giorgi Papunashvili y de Vato Arveladze.

### Participaciones en Eurocopas
| Copa          | Sede     | Resultado        | Partidos | Goles |
| ------------- | -------- | ---------------- | -------- | ----- |
| Eurocopa 2024 | Alemania | Octavos de final | 4        | 1     |

## Vida personal
Kvaratskhelia es hijo del exfutbolista Badri Kvaratskhelia, que jugó por la selección de Azerbaiyán. Es apodado «Kvaradona», debido a las semejanzas al regatear con el de la leyenda Diego Maradona.

## Estadísticas

### Clubes
Actualizado al último partido disputado el 13 de julio de 2025.
| Club                              | Div.          | Temporada     | Liga  | Liga  | Liga   | Copas nacionales | Copas nacionales | Copas nacionales | Copas internacionales | Copas internacionales | Copas internacionales | Total | Total | Total  |
| Club                              | Div.          | Temporada     | Part. | Goles | Asist. | Part.            | Goles            | Asist.           | Part.                 | Goles                 | Asist.                | Part. | Goles | Asist. |
| --------------------------------- | ------------- | ------------- | ----- | ----- | ------ | ---------------- | ---------------- | ---------------- | --------------------- | --------------------- | --------------------- | ----- | ----- | ------ |
| F. C. Dinamo Tbilisi Georgia      | 1.ª           | 2017          | 4     | 1     | 1      | 1                | 0                | 0                | ―                     | ―                     | ―                     | 5     | 1     | 1      |
| F. C. Dinamo Tbilisi Georgia      | Total club    | Total club    | 4     | 1     | 1      | 1                | 0                | 0                | 0                     | 0                     | 0                     | 5     | 1     | 1      |
| F. C. Rustavi Georgia             | 1.ª           | 2018          | 18    | 3     | 3      | 0                | 0                | 0                | ―                     | ―                     | ―                     | 18    | 3     | 3      |
| F. C. Rustavi Georgia             | Total club    | Total club    | 18    | 3     | 3      | 0                | 0                | 0                | 0                     | 0                     | 0                     | 18    | 3     | 3      |
| F. C. Lokomotiv Moscú · Rusia     | 1.ª           | 2018-19       | 7     | 1     | 0      | 3                | 0                | 0                | ―                     | ―                     | ―                     | 10    | 1     | 0      |
| F. C. Lokomotiv Moscú · Rusia     | Total club    | Total club    | 7     | 1     | 0      | 3                | 0                | 0                | 0                     | 0                     | 0                     | 10    | 1     | 0      |
| F. C. Rubin Kazán · Rusia         | 1.ª           | 2019-20       | 27    | 3     | 2      | 1                | 0                | 0                | ―                     | ―                     | ―                     | 28    | 3     | 2      |
| F. C. Rubin Kazán · Rusia         | 1.ª           | 2020-21       | 23    | 4     | 4      | 0                | 0                | 0                | ―                     | ―                     | ―                     | 23    | 4     | 4      |
| F. C. Rubin Kazán · Rusia         | 1.ª           | 2021-22       | 19    | 2     | 4      | 1                | 0                | 0                | 2                     | 0                     | 0                     | 22    | 2     | 4      |
| F. C. Rubin Kazán · Rusia         | Total club    | Total club    | 69    | 9     | 10     | 2                | 0                | 0                | 2                     | 0                     | 0                     | 73    | 9     | 10     |
| F. C. Dinamo Batumi Georgia       | 1.ª           | 2022          | 11    | 8     | 2      | ―                | ―                | ―                | ―                     | ―                     | ―                     | 11    | 8     | 2      |
| F. C. Dinamo Batumi Georgia       | Total club    | Total club    | 11    | 8     | 2      | 0                | 0                | 0                | 0                     | 0                     | 0                     | 11    | 8     | 2      |
| S. S. C. Napoli · Italia          | 1.ª           | 2022-23       | 34    | 12    | 10     | 0                | 0                | 0                | 9                     | 2                     | 4                     | 43    | 14    | 14     |
| S. S. C. Napoli · Italia          | 1.ª           | 2023-24       | 34    | 11    | 6      | 3                | 0                | 0                | 8                     | 0                     | 1                     | 45    | 11    | 7      |
| S. S. C. Napoli · Italia          | 1.ª           | 2024-25       | 17    | 5     | 3      | 2                | 0                | 0                | ―                     | ―                     | ―                     | 19    | 5     | 3      |
| S. S. C. Napoli · Italia          | Total club    | Total club    | 85    | 28    | 19     | 5                | 0                | 0                | 17                    | 2                     | 5                     | 107   | 30    | 24     |
| Paris Saint-Germain F. C. Francia | 1.ª           | 2024-25       | 14    | 4     | 3      | 2                | 0                | 0                | 16                    | 4                     | 4                     | 32    | 8     | 7      |
| Paris Saint-Germain F. C. Francia | Total club    | Total club    | 14    | 4     | 3      | 2                | 0                | 0                | 16                    | 4                     | 4                     | 32    | 8     | 7      |
| Total carrera                     | Total carrera | Total carrera | 208   | 54    | 38     | 13               | 0                | 0                | 35                    | 6                     | 9                     | 256   | 60    | 47     |

## Palmarés

### Campeonatos nacionales
| Título          | Club                      | País    | Año  |
| --------------- | ------------------------- | ------- | ---- |
| Copa de Rusia   | F. C. Lokomotiv Moscú     | Rusia   | 2019 |
| Serie A         | S. S. C. Napoli           | Italia  | 2023 |
| Serie A         | S. S. C. Napoli           | Italia  | 2025 |
| Ligue 1         | Paris Saint-Germain F. C. | Francia | 2025 |
| Copa de Francia | Paris Saint-Germain F. C. | Francia | 2025 |

### Campeonatos internacionales
| Título                       | Club                      | Sede   | Año  |
| ---------------------------- | ------------------------- | ------ | ---- |
| Liga de Campeones de la UEFA | Paris Saint-Germain F. C. | Múnich | 2025 |
| Supercopa de la UEFA         | Paris Saint-Germain F. C. | Údine  | 2025 |

### Distinciones individuales
| Distinción                                                      | Año     |
| --------------------------------------------------------------- | ------- |
| Parte de los 100 mejores jugadores del mundo según The Guardian | 2022    |
| Joven del año de la Liga de Campeones de la UEFA                | 2022-23 |
| MVP del año en la Serie A                                       | 2022-23 |